# الكافات
الكافات قرية سورية تتبع ناحية مركز السلمية في منطقة سلمية في محافظة حماة. بلغ عدد سكانها 1893 نسمة في عام 2004 حسب إحصاء المكتب المركزي للإحصاء. قرية الكافات تتضمن سكان اسماعيلين وسنة في نفس الوقت. لهذا السبب, لدى القرية جامع عام ومجلس اسماعيلي. قدوم الاسماعيلين يمكن تحديده لأواخر القرن التاسع عشر بعد انخفاض مردود الزراعة في شمال لبنان, تحديداّ من عكار. قدم السنة من محافظة حماة ومحيطها على اوقات مختلقة, منهم من قدم للزراعة ومنهم من قدم بعد زواج سكان الكافات الاسماعيلين.

## الاسم
يرجح اسم القرية إلى وجود كهوف متعددة فيها. يقال في القصص المحكية أنه بعد اكتظاظ مدينة سليمة بسبب قدوم عدة عائلات بحثاّ عن العمل, اتجهت عدة عائلات إلى عكار وخلال رحلتهم امطرت السماء مما اجبرهم على الخلود في كهوف قد وجدوها. يقال أنه في الصباح, استيقظت العائلات ورأت ارضاّ خصبة وخضراء. لهذا السبب سميت القرية الكافات نسباّ لكهوفها.

## تاريخ
وفقاّ لمحمود أمين في كتابه "سلمية في خمسين قرناّ", ضرائب العثمانيين العالية والاقطاعية في عكار اجبرت المزارعين الاسماعيلين على مغادرة عكار متجهين إلى سلمية والكافات لاحقاّ. 

## وصلات خارجية
- الوحدات الإدارية في محافظة حماة